# Lebed XII
Il Lebed XII fu un monomotore da ricognizione biplano sviluppato dall'allora azienda russo imperiale Lebed negli anni dieci del XX secolo.
Sviluppo del precedente Lebed XI, dal quale si distingueva principalmente per l'adozione di un motore radiale dall'inusuale  raffreddamento a liquido e dalla maggior potenza disponibile, venne adottato dalla Imperatorskij voenno-vozdušnyj flot, la componente aerea dell'Esercito imperiale russo, durante le fasi finali della prima guerra mondiale rimanendo in servizio, dopo il termine del conflitto, durante ed oltre la guerra civile russa e in Estonia.

## Storia del progetto
Con lo scoppio della prima guerra mondiale ed il coinvolgimento dell'arma aerea nelle operazioni belliche, la necessità delle forze armate dell'Impero russo di disporre di un'adeguata flotta favorì lo sviluppo dell'industria aeronautica nel territorio zarista. La Lebed, con sede e stabilimenti a San Pietroburgo e che aveva iniziato la propria attività producendo su licenza i biposto della tedesco imperiale Albatros Flugzeugwerke, iniziò a sviluppare dei nuovi modelli derivati su proprio progetto adattando inizialmente le cellule originali ai motori Salmson che venivano assemblati nella filiale di Mosca. L'ufficio tecnico, dopo aver realizzato nel 1915 il Lebed XI, modello di transizione equipaggiato con un motore in linea, avviò lo sviluppo del suo successore applicandogli un motore radiale.
Il prototipo, equipaggiato con un motore Salmson da 130 hp (97 kW) venne portato in volo per la prima volta il 28 dicembre di quello stesso anno dall'aviosuperficie aziendale ai comandi del tenente pilota Sleptsov del corpo dei granatieri in qualità di pilota collaudatore. Nei giorni seguenti Sleptsov dichiarò che le prestazioni espresse dal velivolo erano superiori ai pari ruolo Albatros di produzione tedesca e dal quale il progetto del Lebed XII, pur se non direttamente, derivava. Questo convinse l'azienda a contattare il granduca Aleksandr Michajlovič Romanov, a quel tempo responsabile dell'aviazione civile e militare russa, per raccomandarne al più presto l'avvio alla produzione in serie chiedendo l'autorizzazione di poter disporre di motorizzazioni Salmson più potenti. Intanto le condizioni climatiche particolarmente avverse nella zona costrinsero ben presto a sospendere il programma di test in volo. Si decise perciò di continuare il programma previsto inviando il velivolo a Kiev tramite ferrovia, proseguendo le prove ad Odessa, presso gli stabilimenti dell'Anatra, tra l'11 ed il 15 febbraio 1916 interrotte, tuttavia, per il danneggiamento del velivolo ribaltatosi in fase di atterraggio. Le prestazioni espresse durante le prove, pur giudicate sufficienti dai piloti che si susseguirono ai comandi, evidenziarono alcuni problemi nella manovrabilità che suggerirono l'applicazione di modifiche al progetto originale.
I preliminari pareri favorevoli convinsero il granduca Aleksandr Michajlovič ad emettere un ordine, sottoscritto il 23 febbraio, per 400 esemplari. Le specifiche presentate a marzo presso l'ufficio tecnico militare, che descrivevano il modello in grado di garantire un carico utile pari a 300 kg, un tempo di salita a 2 000 m in 25 min ed una tangenza operativa di 3 500 m, avevano già convinto i vertici militari a stipulare, con data 19 aprile, il definitivo contratto per la fornitura di 225 velivoli più 245 set di ricambi e 10 cellule per prove statiche, il tutto per un totale pari a 5 153 500 rubli.
Nel frattempo il prototipo non era ancora stato riparato e di conseguenza le prove di volo non erano riprese suscitando l'irritazione del granduca che, causa la sempre più impellente necessità di dotare di nuovi velivoli i reparti dell'aviazione russa, sollecitò l'azienda a porvi rimedio nel più breve tempo possibile. Come conseguenza venne avviata la costruzione di un nuovo prototipo (n. 457) che, terminato nel mese di luglio, già integrava alcune delle modifiche richieste.
Ulteriori ritardi non consentirono di portare in volo il nuovo esemplare che un mese più tardi, inducendo a prendere la decisione di continuare i test in ambito operativo per accorciare i tempi di sviluppo; queste nuove prove vennero condotto dal tenente Barbas del 13° КАО da Pietrogrado al fronte. Il volo in direzione Pskov, giudicato nel suo complesso soddisfacente, venne effettuato in 3 h e 30 min senza alcun problema al propulsore; al suo arrivo, dopo il rifornimento di combustibile, Barbas si diresse verso Dvinsk, dove arrivò in 2 h e 20 min. Unico inconveniente riscontrato nel controllo del velivolo fu la tendenza al volo picchiato.
Il primo lotto di esemplari di serie, equipaggiati con motori Salmson da 140 hp e 150 hp, risultò pronto per la consegna a fine estate 1916. I velivoli, a causa del maggior peso del motore rispetto a quello utilizzato nel prototipo, risultarono avere il proprio baricentro spostato in avanti, inoltre si ritenne necessaria l'installazione di radiatori dalle maggiori dimensioni. Vennero pianificate ulteriori modifiche concretizzatesi sull'esemplare nr 444 che venne portato in volo il 4 agosto: il velivolo, equipaggiato con un motore da 150 hp ed un armamento consistente in una mitragliatrice e un carico bellico di 50 kg in bombe da caduta, per un totale di carico pari a 350 kg, riuscì a raggiungere la velocità massima di 139,7 km/h e la quota di 3 400 m in 41 min.
Lo stesso giorno venne condotto il primo test per la versione da addestramento (nr. 399), equipaggiato con un motore da 140 hp.

## Impiego operativo
I Lebed XII vennero consegnati ai reparti di prima linea dislocati a nord e nord-est del fronte orientale, equipaggiando quattro divisioni aeree, le 1-го, 5-го, 10-го e 12-го, del 38º Corpo della 5ª Armata (5 армейский). Le operazioni effettuate dietro le linee nemiche prevedevano missioni di ricognizione e fotoricognizione aerea nonché osservazione in collaborazione con i reparti di artiglieria e bombardamento leggero. I velivoli furono inoltre testati nel ruolo di aereo da attacco al suolo per sostituire gli oramai sorpassati Voisin tuttavia si rivelarono più vulnerabili dei modelli francesi agli attacchi da terra, per la struttura meno robusta.
Le perdite di esemplari ed equipaggi in servizio furono dovuti molte volte a difetti di costruzione o ad incendi causati dai gas di scarico che andavano ad interferire con il profilo alare superiore, inoltre la mai risolta tendenza al volo con il naso abbassato e la limitata capacità offensiva offerta dal limitato brandeggio della mitragliatrice in dotazione ne rivelarono tutti i limiti in ambito operativo. Benché, dopo aver incontrato i sempre più efficaci caccia impiegati dalla Luftstreitkräfte, si fosse sollecitato di equipaggiare i Lebed XII con mitragliatrici dotate di dispositivo di sincronizzazione per sparare attraverso il disco dell'elica questo si rivelò impossibile e la fornitura al fronte venne sospesa.
Gli esemplari consegnati nella seconda parte del 1917 vennero inviati per la maggior parte a reparti da addestramento tra cui la "scuola di pilotaggio imperiale", e le scuole di pilotaggio militare a Gatchinskoy, Odessa, del Caucaso e quella per la formazione di piloti ed osservatori di Kiev. Oltre 50 esemplari vennero inoltre forniti alla Voenno Morskoj Flot Rossijskoj Imperii, la marina militare dell'Impero russo, nel reparto di addestramento al combattimento aereo della marina di Krasnoe Selo.

## Versioni
Lebed XII
versione di produzione in serie.
Lebed XIIbis
versione caratterizzata da una diversa motorizzazione realizzata in soli due esemplari, uno equipaggiato con un motore Hispano-Suiza, il secondo con un motore Green.

## Utilizzatori
Estonia
- Eesti Õhuvägi

 Russia
- Imperatorskij voenno-vozdušnyj flot
- Voenno Morskoj Flot Rossijskoj Imperii

 Repubblica russa
- Armata Bianca russa

 RSFS Russa
- Raboče-Krest'janskij Krasnyj vozdušnyj flot

 Unione Sovietica
- Voenno-vozdušnye sily SSSR

### Riviste
- Viktor P. Kulikov, Aeroplanes of Lebedev's Factory, in Air Power History, vol. 48, 2001.